# Warzęcha mała
Warzęcha mała (Platalea minor) – gatunek dużego, brodzącego ptaka z rodziny ibisów (Threskiornithidae). Występuje we wschodniej Azji. Ma najbardziej ograniczony zasięg występowania i jest jedynym gatunkiem spośród warzęch uważanym obecnie za zagrożony wyginięciem.

## Systematyka
Gatunek ten po raz pierwszy zgodnie z zasadami nazewnictwa binominalnego opisali w 1849 roku Coenraad Jacob Temminck i Hermann Schlegel. Autorzy nadali mu nazwę Platalea minor, która obowiązuje do tej pory. Jako miejsce typowe wskazali Japonię. Nie wyróżnia się podgatunków.

## Zasięg występowania

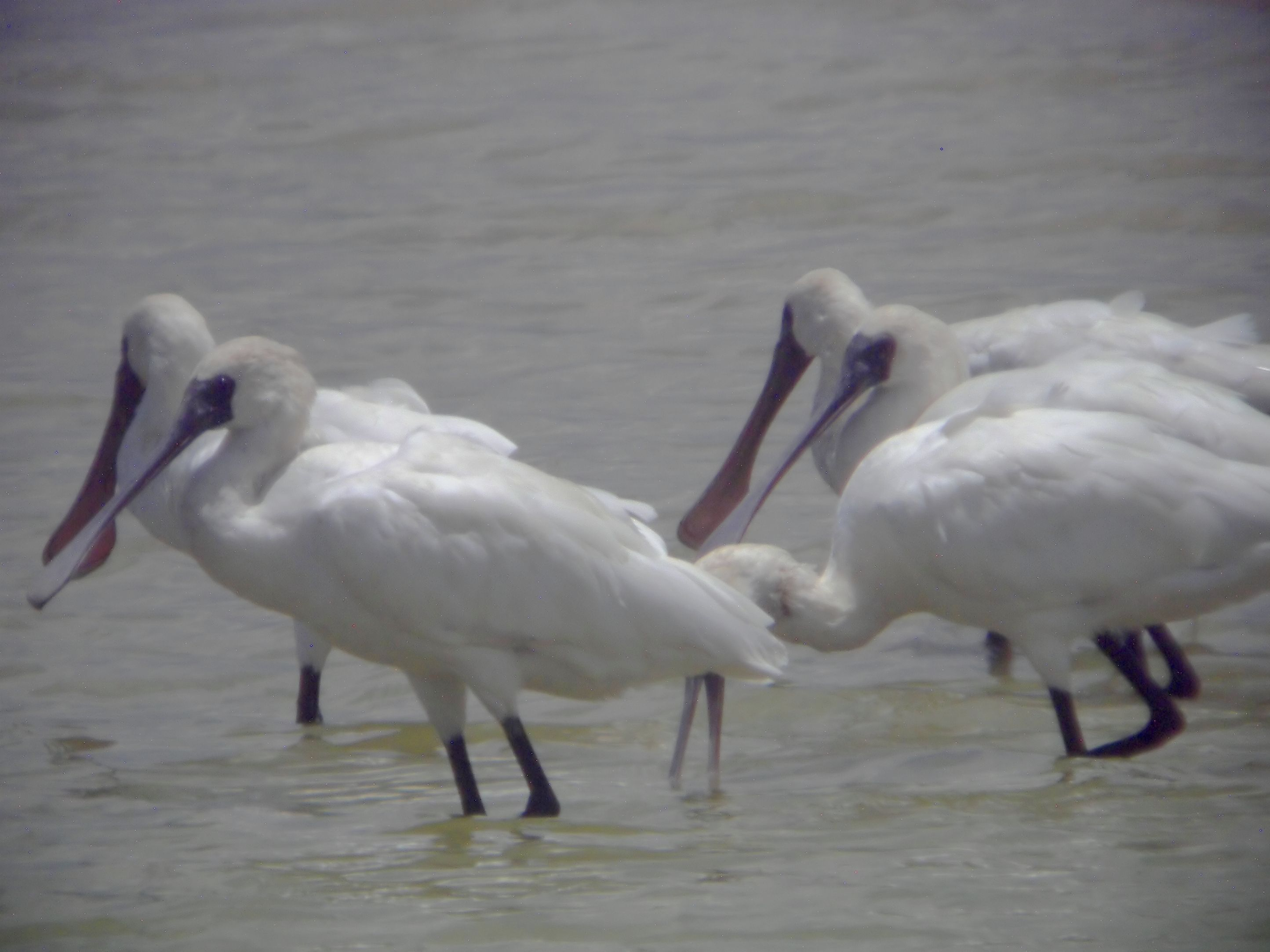
Osobniki zimujące w Hongkongu

Zasięg występowania tego ptaka jest ograniczony do nadbrzeżnych obszarów Azji Wschodniej. Niewielkie, rozproszone populacje wybierają tereny lęgowe na małych skalistych wysepkach, położonych wzdłuż zachodnich wybrzeży Korei Północnej i Południowej oraz w prowincji Liaoning w północno-wschodnich Chinach. W 2006 po raz pierwszy odnotowano lęgi na południu Kraju Nadmorskiego (skrajnie południowo-wschodnia Rosja, blisko granicy z Koreą Północną i Chinami). Główne miejsca zimowania to wybrzeża kontynentalnych Chin (a zwłaszcza Hongkong), wyspy Hajnan i Tajwan oraz Wietnam. Sporadycznie zimuje w południowej Japonii.

## Morfologia
Długość ciała 60–78,5 cm; rozpiętość skrzydeł około 110 cm; masa ciała około 1,2 kg.

## Status, zagrożenia i ochrona

### Status IUCN
Międzynarodowa Unia Ochrony Przyrody (IUCN) uznaje warzęchę małą za gatunek zagrożony (EN – Endangered). Globalny trend liczebności oceniany jest obecnie jako wzrostowy.

### Liczebność
Na podstawie zrealizowanego zimą (podczas gdy ptaki były na obszarze swojego hibernakulum) zliczania warzęch małych, w latach 1988–1990, oszacowano globalną populację tego gatunku na 288 osobników. Począwszy od 2006, dzięki wysiłkom związanym z ochroną przyrody oszacowana globalna populacja zwiększyła się do 1679 osobników. W spisie warzęch małych z 2008 oszacowano całkowitą liczebność tych ptaków na 2065 osobników, a w 2017 na 3941 osobników.

### Zagrożenia
Za główne zagrożenie dla gatunku uważa się niszczenie jego naturalnego siedliska, szczególnie przez rolnicze wykorzystywanie przybrzeżnych terenów, jak również, głównie ostatnio, akwakulturę i uprzemysłowienie. Wojna koreańska (1950–1953) także musiała mieć ujemny wpływ na gatunek, ponieważ ptaki przestały w tym czasie gnieździć się w Korei Południowej. W Japonii, gdzie dawniej spędzały zimy, również stały się niezwykle rzadkie, a w późniejszych latach nigdy nie było zimy, w czasie której zostałoby zauważone więcej niż pięć ptaków.

### Ochrona
W Hongkongu, na podstawie „Wild Animals Protection Ordinance Cap 170”, gatunek jest objęty ochroną. W rezerwacie Mai Po Marshes podczas migracji można zaobserwować ćwierć światowej populacji warzęchy małej.
Obecnie gatunek jest w miarę dobrze chroniony w Korei Północnej. Na wyspach niedaleko brzegów, gdzie ptaki gniazdują, zostały utworzone strefy ochronne z ograniczonym dostępem. Jednak pozostaje nadal kilka zagrożeń, głównie dla ptaków, które pozostają na zimę w strefach. Zapotrzebowanie na ziemię, która byłaby przeznaczona dla sektora przemysłowego wśród beneficjentów, na Tajwanie jest duże, dlatego środowisko warzęch jest ciągle zagrożone. Natomiast siedliska w Wietnamie są przekształcane na hodowle krewetek, pomimo że są to obszary przyrody chronionej, zgodnie z konwencją ramsarską. W Hongkongu ptaki są niepokojone przez rybaków i zbieraczy muszli, co często uniemożliwia im żywienie się w czasie odpływu. W dodatku z powodu przewidywanego wzrostu populacji ludzi na Dalekim Wschodzie zanieczyszczenie prawdopodobnie stanie się poważnym problemem.
Warzęcha mała została prawnie uznana w Korei Południowej za zabytek przyrody nr 205.